# 勒韦库尔
勒韦库尔（法語：Levécourt，法語發音：[ləvekuʁ]）是法国上马恩省的一个市镇，属于肖蒙区。

## 地理
勒韦库尔（48°8'22"N, 5°33'40"E）面积6.7 平方千米，位于法国大東部大區上马恩省，该省份为法国东北部内陆省份，北起马恩省和默兹省，西接奥布省，西南接科多尔省，东南接上索恩省，东临孚日省。
与勒韦库尔接壤的市镇（或旧市镇、城区）包括：欧德隆库尔、巴西尼地区布勒瓦讷、默兹河畔栋库尔、于伊利埃库尔、迈松塞勒、弗龙库尔拉科特。

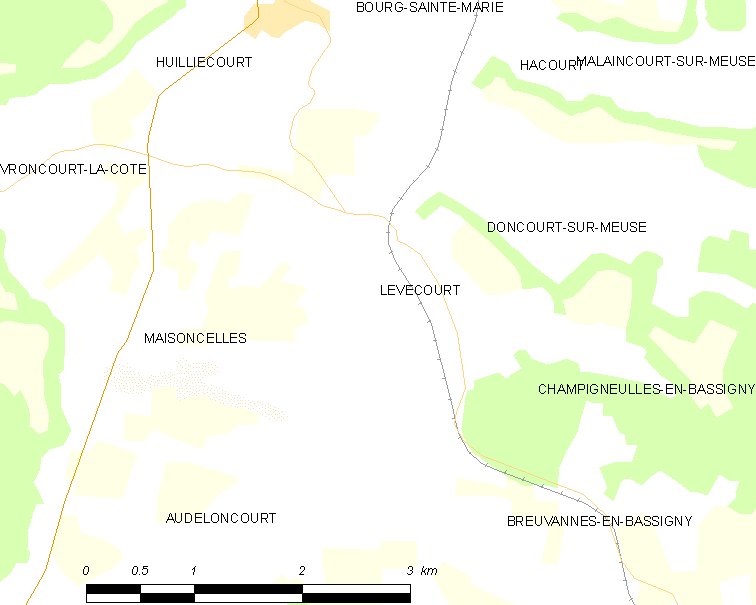
勒韦库尔的OSM定位图

勒韦库尔的时区为UTC+01:00、UTC+02:00（夏令时）。

## 行政
勒韦库尔的邮政编码为52150，INSEE市镇编码为52287。

## 政治
勒韦库尔所属的省级选区为普瓦松县。

## 人口

1962-2008年间勒韦库尔人口变化图示

勒韦库尔于2022年1月1日时的人口数量为91人。